# Dionencyrtus
Dionencyrtus is een geslacht van vliesvleugeligen uit de familie Encyrtidae. De wetenschappelijke naam van dit geslacht is voor het eerst geldig gepubliceerd in 1985 door De Santis.

## Soorten
Het geslacht Dionencyrtus omvat de volgende soorten:
- Dionencyrtus cordylomerae (Risbec, 1951)
- Dionencyrtus fiorentinoi De Santis, 1985